# قمر ۷۸۰۵
سیارک ۷۸۰۵ (به انگلیسی: 7805 Moons، نامگذاری:7610P-L) هفت هزار و هشتصد و پنجمین سیارک کشف شده‌است که در ۱۷ اکتبر ۱۹۶۰ کشف شد.
قدر مطلق سیارک برابر ۱۴٫۴۰ است.